# Список эпизодов телесериала «Болота»
Список эпизодов американского детективного телесериала «Болота», который транслировался на телеканале A&E с 11 июля 2010 года по 26 августа 2013 года.

## Обзор сезонов
| Сезон | Сезон | Эпизоды | Оригинальная дата показа | Оригинальная дата показа |
| Сезон | Сезон | Эпизоды | Премьера сезона          | Финал сезона             |
| ----- | ----- | ------- | ------------------------ | ------------------------ |
|       | 1     | 13      | 11 июля 2010             | 3 октября 2010           |
|       | 2     | 13      | 5 июня 2011              | 5 сентября 2011          |
|       | 3     | 10      | 3 июня 2012              | 12 августа 2012          |
|       | 4     | 13      | 27 мая 2013              | 26 августа 2013          |

## Список серий

### Сезон 1 (2010)
| № общий | № в сезоне | Название                                      | Режиссёр        | Автор сценария                                     | Дата премьеры    | Зрители в США (млн) |
| --- | ---------- | --------------------------------------------- | --------------- | -------------------------------------------------- | ---------------- | ------------------- |
| 1 | 1          | «Pilot» «Пилотная серия»                      | Питер О'Фэллон  | Клифтон Кэмпбелл                                   | 11 июля 2010     | 3,55                |
| После изгнания во Флориду, за то, что он якобы спит с женой своего капитана, экс-полицейский Чикаго Джим Лонгворт расследует своё первое дело с местной полицией. Это дело об безглавленной женщине, которую невозможно опознать, найденной в озере. Джиму помогает партнер по гольфу Карлос, судебно-медицинский эксперт, а также он знакомится с медсестрой местной больницы Калли.            |            |                                               |                 |                                                    |                  |                     |
| 2 | 2          | «Bird in the Hand» «Птичка в руке»            | Питер О'Фэллон  | Мэтт Уиттон                                        | 18 июля 2010     | 3,35                |
| Когда Джим помогает сыну Калли Джеффу ловить на болоте насекомых для урока биологии, он находит брошенный самолет и труп рядом с ним. |            |                                               |                 |                                                    |                  |                     |
| 3 | 3          | «A Perfect Storm» «Идеальный шторм»           | Тимоти Басфилд  | Альфонсо Х. Морено                                 | 25 июля 2010     | 2,92                |
| Лонгворт оказывается втянутым в расследование убийств, которые выглядят как серийные, а тем временем на город надвигается ураган. |            |                                               |                 |                                                    |                  |                     |
| 4 | 4          | «Mucked Up» «Брошенные»                       | Рэндалл Зиск    | Элли Джонсон                                       | 1 августа 2010   | 3,29                |
| Труп бизнесмена показывается из грязи в поле сахарного тростника за несколько дней до большой игры в футбол. |            |                                               |                 |                                                    |                  |                     |
| 5 | 5          | «The Girlfriend Experience» «Опыт с девушкой» | Тим Хантер      | Ли Голдберг Уильям Рабкин                          | 8 августа 2010   | 3,10                |
| Лонгворт получает ужасное сообщение, что Карлос был найден мертвым в кровате, полной рыбы, но оказывается, что это не Карлос, а просто человек с его документами и кредиткой. Между тем Калли сталкивается с налоговыми проблемами. |            |                                               |                 |                                                    |                  |                     |
| 6 | 6          | «Doppelganger» «Демонический двойник»         | Гай Ферланд     | История: Мэтт Уиттон Телесценарий: Дэвид Джей Бёрк | 15 августа 2010  | 2,80                |
| Человек с серьёзной травмой головы утверждает, что стал свидетелем убийства и нападения и считает, что убийца выглядит точно так же, как он. |            |                                               |                 |                                                    |                  |                     |
| 7 | 7          | «Cassadaga» «Кассадага»                       | Билл Иглз       | Альфонсо Х. Морено                                 | 22 августа 2010  | 3,32                |
| Лонгворт и Карлос расследование убийства ясновидящего приводит в город Кассадага, где проживают куча медиумов и экстрасенсов. Там одна из ясновидящих сообщает Джиму, что кто-то из его окружения скоро погибнет. |            |                                               |                 |                                                    |                  |                     |
| 8 | 8          | «Marriage Is Murder» «Сводьба это убийство»   | Джонатан Фрэйкс | Том Гарригус                                       | 29 августа 2010  | 3,08                |
| Жесткий адвокат по разводам убит, и Джим получает это дело. Между тем сын Калли Джефф утверждает, что видел человека, стоящего у окна, но Калли считает, что он это воображает. Считая, что Джефф говорит правду, Джим разрешает мальчику просмотреть досье на полицейском компьютере. Джефф узнает правду о криминальном прошлом своего отца и обвиняет маму в том, что она скрыла это от него. |            |                                               |                 |                                                    |                  |                     |
| 9 | 9          | «Honey» «Милашка»                             | Колин Бакси     | Элли Джонсон                                       | 5 сентября 2010  | 3,21                |
| Последний случай Джима приводит его в казино «Блю Рок», элитное игорное заведение заполненное памятными вещами рок-н-ролла на миллионы долларов, принадлежащий знаменитому американскому индейцу. Лонгворт должен выяснить, кто стоит за загадочной смертью женщины. Было ли это самоубийство или нечестная игра?                                                                                |            |                                               |                 |                                                    |                  |                     |
| 10 | 10         | «Second Chance» «Второй шанс»                 | Трисия Брок     | Том Гарригус                                       | 12 сентября 2010 | 3,08                |
| Мертвец в бассейне приводит Лонгворта и Карлоса в мир коневодства высокого класса. Калли, которая когда-то хотела стать жокеем, становится пропуском Джима в мир заводчиков коней. |            |                                               |                 |                                                    |                  |                     |
| 11 | 11         | «Booty» «Трофей»                              | Элоди Кин       | Ли Голдберг Уильям Рабкин                          | 19 сентября 2010 | 2,93                |
| Когда убивают знаменитого кладоискателя, Джим Лонгворт погружается в мир сокровищ и обнаруживает, что жертва была близка к обнаружению мифического испанского корабля «Магдалена», на которой, как многие полагают, находится клад на миллионы долларов. |            |                                               |                 |                                                    |                  |                     |
| 12 | 12         | «Exposed» «Незащищенный»                      | Гэри А. Рэндалл | Альфонсо Х. Морено                                 | 26 сентября 2010 | 2,73                |
| Смерть молодой женщины ставит Джима в противоречие с политической семьей, когда обнаруживается любовная связь жертвы с сенатором штата Флорида. Осложняет дело жена сенатора, которая делает все возможное, чтобы защитить политическую карьеру мужа, имя и связи её семьи. |            |                                               |                 |                                                    |                  |                     |
| 13 | 13         | «Breaking 80» «Прорыв 80»                     | Дэнни Гордон    | Мэтт Уиттони Альфонсо Х. Морено                    | 3 октября 2010   | 2,69                |
| Человек, которого недавно выпустили из тюрьмы найден мертвыми в фарватере. Человек был кэдди и старым другом профессионального игрока в гольф Скотта Уинтерса. Лонгворт обнаруживает, что жертва могла отбывать срок за преступление, которого не совершала. |            |                                               |                 |                                                    |                  |                     |

### Сезон 2 (2011)
| № общий | № в сезоне | Название                                         | Режиссёр           | Автор сценария                                                                 | Дата премьеры   | Зрители в США (млн) |
| --- | ---------- | ------------------------------------------------ | ------------------ | ------------------------------------------------------------------------------ | --------------- | ------------------- |
| 14 | 1          | «Family Matters» «По семейным обстоятельствам»   | Гэри А. Рэндалл    | Том Гарригус                                                                   | 5 июня 2011     | 3,01                |
| Дочь кубинского гангстера убита, и Джим должны разрешить дело, не допуская войны между соперничающими кланами. Калли готовится к возвращению Рэя из тюрьмы и говорит Джиму, что хочет быть с ним, но при этом обещает Рэю повременить с разводом три месяца. Манус предупреждает Джима о его отношениях с Калли и советует ему позволить семье самим решить их проблемы. |            |                                                  |                    |                                                                                |                 |                     |
| 15 | 2          | «Old Ghosts» «Призраки прошлого»                 | Ли Роуз            | Клифтон Кэмпбелл Альфонсо Х. Морено                                            | 12 июня 2011    | 2,61                |
| Джим охотится на серийного убийцу из Чикаго с помощью детектива Саманты Харпер, которая, как узнает Калли, его бывшая любовница. Колин Манус предлагает Калли работу судебной медсестры в департаменте полиции. |            |                                                  |                    |                                                                                |                 |                     |
| 16 | 3          | «Lost and Found» «Потерянное и найденное»        | Келли Макин        | Клифтон Кэмпбелл Ким Ньютон                                                    | 19 июня 2011    | 2,39                |
| На повестке дня инцидент на вечеринке с ночевкой и пропажа младенца. Калли начинает работать на департамент полиции как судебная медсестра. |            |                                                  |                    |                                                                                |                 |                     |
| 17 | 4          | «Moonlighting» «Лунный свет»                     | Джонатан Фрэйкс    | Элли Джонсон                                                                   | 26 июня 2011    | 2,53                |
| Тело механика приводит к расследованию с участием NASCAR, а когда Рэй подвергается нападению на глазах у Джеффа, Калли считает необходимым поместить Рэя в программу защиты свидетелей. |            |                                                  |                    |                                                                                |                 |                     |
| 18 | 5          | «Dirty Little Secrets» «Маленькие грязные тайны» | Тимоти Басфилд     | Сюжет: Джон Манкиевиз Сценарий: Клифтон Кэмпбелл, Элли Джонсон, Джон Манкиевиз | 10 июля 2011    | 2,80                |
| Мертвый человек был найден в ванной, Карлос разрывется между гольфом, работой и семьей, а Калли и Джефф пытаются справиться с тем, что Рэй ушел из их жизни. |            |                                                  |                    |                                                                                |                 |                     |
| 19 | 6          | «Gibtown» «Гибтаун»                              | Джефф Блэкнер      | Альфонсо Х. Морено                                                             | 17 июля 2011    | 2,57                |
| Город артистов цирка интермедии становится городом подозреваемых в убийстве. Калли и Джим пытаются понять, что значат их отношения. Кандидатура Сэм рассматривается для принятия на работу в департамент полиции. |            |                                                  |                    |                                                                                |                 |                     |
| 20 | 7          | «Addicted To Love» «Зависимый от любви»          | Джеремайя С. Чечик | Том Гарригус Клифтон Кэмпбелл                                                  | 24 июля 2011    | 2,40                |
| След, ведущий от мертвого гаитянского врача приводит Джима на черный рынок лекарств. |            |                                                  |                    |                                                                                |                 |                     |
| 21 | 8          | «Second Skin» «Вторая кожа»                      | Трисия Брок        | Луис Джонсон                                                                   | 31 июля 2011    | 2,59                |
| Мужчина, отравленный змеями, был найден в церкви. |            |                                                  |                    |                                                                                |                 |                     |
| 22 | 9          | «Iron Pipeline» «Железный трубопровод»           | Эрик Ланавилль     | Альфонсо Х. Морено Клифтон Кэмпбелл                                            | 7 августа 2011  | 2,26                |
| Наставник Джеффа, главный футбольный тренер школы, был найден на территории кампуса. |            |                                                  |                    |                                                                                |                 |                     |
| 23 | 10         | «Swamp Thing» «Болотное чудовище»                | Тимоти Басфилд     | Том Гарригус                                                                   | 14 августа 2011 | 2,89                |
| Ключ к убийству найден в вареном мясе животного. Джим и Калли возобновляют свои отношения. |            |                                                  |                    |                                                                                |                 |                     |
| 24 | 11         | «Beached» «Выброшенный на берег»                 | Арти Мандельберг   | Карен Холл                                                                     | 21 августа 2011 | 2,64                |
| Любовный треугольник приводит к убийству. Калли сообщает Джиму великую новость. |            |                                                  |                    |                                                                                |                 |                     |
| 25 | 12         | «Shine» «Сияние»                                 | Жон Терлески       | История: Шаз Беннет Телесценарий: Элли Джонсон                                 | 28 августа 2011 | 2,71                |
| Бухгалтеры возможно убили человека во время тематического круиза. Некто из прошлого Калли объявляет новость, которая может поставить под угрозу её отношения с Джимом, больницу, в которой она работает и департамент полиции. |            |                                                  |                    |                                                                                |                 |                     |
| 26 | 13         | «Breakout» «Побег»                               | Келли Макин        | Элли Джонсон, Том Гарригус Альфонсо Х. Морено                                  | 5 сентября 2011 | 2,38                |
| Два брата, бывших заключенных, взяли в больнице заложников, одной из которых оказалась Калли. |            |                                                  |                    |                                                                                |                 |                     |

### Сезон 3 (2012)
| № общий | № в сезоне | Название                                     | Режиссёр        | Автор сценария                                 | Дата премьеры   | Зрители в США (млн) |
| --- | ---------- | -------------------------------------------- | --------------- | ---------------------------------------------- | --------------- | ------------------- |
| 27 | 1          | «Close Encounters» «Близкие контакты»        | Джефф Блэкнер   | Том Гарригус                                   | 3 июня 2012     | 3,11                |
| Молодая пара обнаруживает тело пожилого человека, после того, как они видят нечто, что принимают за НЛО. |            |                                              |                 |                                                |                 |                     |
| 28 | 2          | «Poseidon Adventure» «Приключения Посейдона» | Ли Роуз         | Элли Джонсон                                   | 10 июня 2012    | 2,90                |
| Спасатель эвакуирует пляж, когда думает, что видел плавник акулы в воде. Вскоре обнаруживается, что плавник на самом деле принадлежит мёртвой женщине в костюме русалки. Джим убеждает Калли согласиться на себя работу медсестры в Атланте. Несмотря на то, что они будут находиться далеко друг от друга, он уверяет, что их отношения это выдержат. |            |                                              |                 |                                                |                 |                     |
| 29 | 3          | «Longworth's Anatomy» «Анатомия Лонгворта»   | Рэндалл Зиск    | Венди Баттлс                                   | 17 июня 2012    | 2,53                |
| Карлос проводит вскрытие для однокурсников Дэниела, а затем увольняет их, когда обнаруживает, что жертва не умерла, как ему сообщали. Джим помогает Калли обустроиться в Атланте; Калли показывает, как скучает по Джиму. |            |                                              |                 |                                                |                 |                     |
| 30 | 4          | «The Naked Truth» «Голая правда»             | Эрик Ланавилль  | Лиза Хенторн                                   | 24 июня 2012    | 3,11                |
| Тело обнажённой женщины находится под опрокинутой лодкой на берегу реки. Расследование приводит команду в близлежащую колонию нудистов на Лебедином озере. Дженнифер флиртует с Джимом, говоря ему, что должна за ним приглядывать. |            |                                              |                 |                                                |                 |                     |
| 31 | 5          | «Food Fight» «Продуктовая война»             | Рон Андервуд    | Дэйлин Родригес                                | 1 июля 2012     | 2,50                |
| Карлос, Дженнифер и Джим отправляются на обед и обнаруживают, что владелец грузовика мертв. Джим посещает Калли, чтобы поднять ей настроение, а она изливает ему свою душу. |            |                                              |                 |                                                |                 |                     |
| 32 | 6          | «Old Times» «Старые времена»                 | Келли Макин     | Ли Голдберг и Уильям Рабкин                    | 8 июля 2012     | 3,19                |
| Бегуны находят тело женщины: её восемь раз ударили ножом. Хотя эпизод начинается с Джима и Калли, находящихся в постели вместе, он заканчивается тем, что Джим обедает с Дженнифер. |            |                                              |                 |                                                |                 |                     |
| 33 | 7          | «Public Enemy» «Враг государства»            | Ли Роуз         | Элли Джонсон                                   | 15 июля 2012    | 3,37                |
| Три мальчика решают забраться в соседский дом из-за любопытства и находят владельца мертвым на крыльце. Джим обещает помочь Калли с налогами. |            |                                              |                 |                                                |                 |                     |
| 34 | 8          | «Fountain of Youth» «Фонтан молодости»       | Гэри A. Рэндалл | Том Гарригус                                   | 22 июля 2012    | 3,18                |
| Тело супермодели обнаруживают в бассейне спа-салона. Джим и Калли признаются друг к другу в любви. |            |                                              |                 |                                                |                 |                     |
| 35 | 9          | «Islandia» «Исландия»                        | Эмили Левисетти | Дэйлин Родригес                                | 5 августа 2012  | 3,09                |
| Победитель лотереи, выигравший 130 миллионов долларов найден убитым. Вскрытие показывает травму головы и яд в организме. Общение Джима и Калли страдают, поскольку Калли должна готовиться к экзамену. |            |                                              |                 |                                                |                 |                     |
| 36 | 10         | «Endless Summer» «Бесконечное лето»          | Джефф Блэкнер   | История: Шаз Беннет Телесценарий: Венди Баттлс | 12 августа 2012 | 3,10                |
| Основатель новой линии одежды обнаружена убитой перед тем, как она должна была нанять местного чемпиона по сёрфингу для рекламы. Джим делает предложение Калли, хотя она уже сдала экзамен и может переехать в Атланту. |            |                                              |                 |                                                |                 |                     |

### Сезон 4 (2013)
| № общий | № в сезоне | Название                                               | Режиссёр        | Автор сценария                  | Дата премьеры   | Зрители в США (млн) |
| --- | ---------- | ------------------------------------------------------ | --------------- | ------------------------------- | --------------- | ------------------- |
| 37 | 1          | «Yankee Dan» «Северянин Дэн»                           | Эмили Левисетти | Дейлин Родригес                 | 27 мая 2013     | 3,26                |
| Джим и Карлос расследуют убийство на старой плантации с приведениями. Калли дает Джиму ответ на его предложение. |            |                                                        |                 |                                 |                 |                     |
| 38 | 2          | «Shot Girls» «Застреленные девушки»                    | Джонатан Фрайкс | Джон Дж. Сакмар и Керри Ленхарт | 3 июня 2013     | 2,74                |
| Тело модели выносит на пляж, и Джим начинает расследование относительно знаменитого бренда рома, которую она рекламировала. Калли и Джефф собираются вернуться во Флориду. |            |                                                        |                 |                                 |                 |                     |
| 39 | 3          | «Killer Barbecue» «Убийца барбекю»                     | Пол Эдвардс     | Том Гарригус                    | 10 июня 2013    | 2,31                |
| Владельца крупного бизнеса барбекю находят мёртвым на конкурсе по приготовлению барбекю. Дэниел объединяется со своим братом Дрю, чтобы этот же конкурс барбекю. |            |                                                        |                 |                                 |                 |                     |
| 40 | 4          | «Magic Longworth» «Супер Лонгворт»                     | Донна Дитч      | Мэттью Дж. Либерман             | 17 июня 2013    | 2,31                |
| Джим и Карлос расследуют смерть стриптизёра. |            |                                                        |                 |                                 |                 |                     |
| 41 | 5          | «Apocalypse Now» «Апокалипсис сейчас»                  | Марк Роскин     | Элли Джонсон                    | 24 июня 2013    | 2,56                |
| Джим ищет тело пропавшего координатора забега 10.000 зомби. |            |                                                        |                 |                                 |                 |                     |
| 42 | 6          | «Glade-iators!» «Болото-инаторы!»                      | Марта Кулидж    | Джон Дж. Сакмар и Керри Ленхарт | 1 июля 2013     | 2,55                |
| Тело вице-президента престижного банка загадочным образом появляется в хранилище банка. Джим обнаруживает, что жертва была не совсем той, за которую себя выдавала. |            |                                                        |                 |                                 |                 |                     |
| 43 | 7          | «Gypsies, Tramps and Thieves» «Цыгане, бродяги и воры» | Рон Андервуд    | Том Гарригус                    | 8 июля 2013     | 2,51                |
| Ритуалистически оформленная преступная сцена отправляет Джима и Карлоса в поисках флоридских цыган. Джефф покидает Флориду, чтобы увидеть своего отца, а Майкл Лонгворт, папа Джима, навещает сына. |            |                                                        |                 |                                 |                 |                     |
| 44 | 8          | «Three's Company» «Компания трех»                      | Эрик Лоневилль  | Мэттью Дж. Либерман             | 15 июля 2013    | 2,40                |
| Митч Бакнер, финансовый планировщик, найден мёртвым в доме, который хотел купить. Майкл сообщает Джиму, что он и его мать разводятся. |            |                                                        |                 |                                 |                 |                     |
| 45 | 9          | «Fast Ball» «Быстрый бросок»                           | Рон Андервуд    | Элли Джонсон                    | 29 июля 2013    | 2,38                |
| Мальчик, разносящий полотенца, находит тело профессионального игрока в джай алай Лори Аэста в прачечной арены. |            |                                                        |                 |                                 |                 |                     |
| 46 | 10         | «Gallerinas» «Галлеринас»                              | Эрик Лоневилль  | Дейлин Родригес                 | 5 августа 2013  | 2,32                |
| Тело техасского миллиардера и коллекционера произведений искусства Ричард Харрис Кроуфорд вываливается из ящика. |            |                                                        |                 |                                 |                 |                     |
| 47 | 11         | «Civil War» «Гражданская война»                        | Келли Мэкин     | Джон Дж. Сакмар и Керри Ленхарт | 12 августа 2013 | 2,31                |
| Адвокат помощника госсекретаря Этан Рассел найден мёртвым возле места инсценировки гражданской войны. |            |                                                        |                 |                                 |                 |                     |
| 48 | 12         | «Happy Trails» «Счастливая тропинка»                   | Гэри А. Рэндалл | Шаз Беннет                      | 19 августа 2013 | 2,69                |
| Мёртвого ковбоя находят со стреляной раной в груди и клеймом — кругом с «G» в середине. |            |                                                        |                 |                                 |                 |                     |
| 49 | 13         | «Tin Cup» «Жестяной кубок»                             | Рэндалл Зиск    | Том Гарригус                    | 26 августа 2013 | 3,41                |
| Тело человека, одетого для игры в гольф, находят на мини-поле для гольфа. Поскольку свадьба Джима состоится через два дня, Манус хочет передать дело кому-то другому, однако Джим против. Сын Калли Джефф удивляет её, приезжая на свадьбу матери. Гости на свадьбе беспокоятся, когда Джим не появляется; в это же время в него дважды стреляют в новом доме. |            |                                                        |                 |                                 |                 |                     |